# Robinson Crusoé de Varsovie

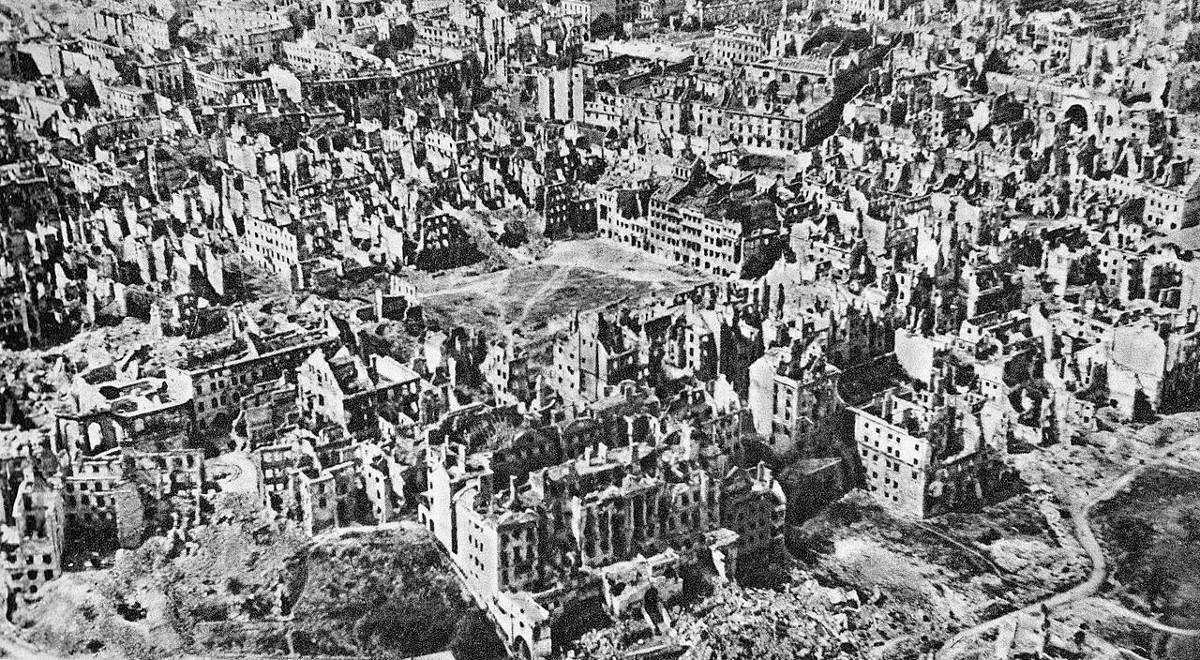
Les ruines de Varsovie en janvier 1945.

Robinson Crusoé de Varsovie est le surnom donné aux personnes qui ont décidé de rester à Varsovie après la capitulation de la résistance polonaise ayant mené l’insurrection contre l'occupant allemand, dans la capitale entre le 1er août et le 3 octobre 1944. Ces personnes se sont cachées dans les ruines de la ville, et pour beaucoup d'entre elles, jusqu’à l’entrée à Varsovie des unités de l’Armée rouge et de l’Armée populaire polonaise le 17 janvier 1945, appelée « l’opération de Varsovie » (pol : Operacja warszawska). Le « Robinson Crusoé de Varsovie » le plus célèbre a été Władysław Szpilman.

## Origine
Le terme « Robinson Crusoé de Varsovie » est apparu pour la première fois avant la guerre, dans le roman de science-fiction d’Antoni Słonimski « Dwa końce świata » en 1937.

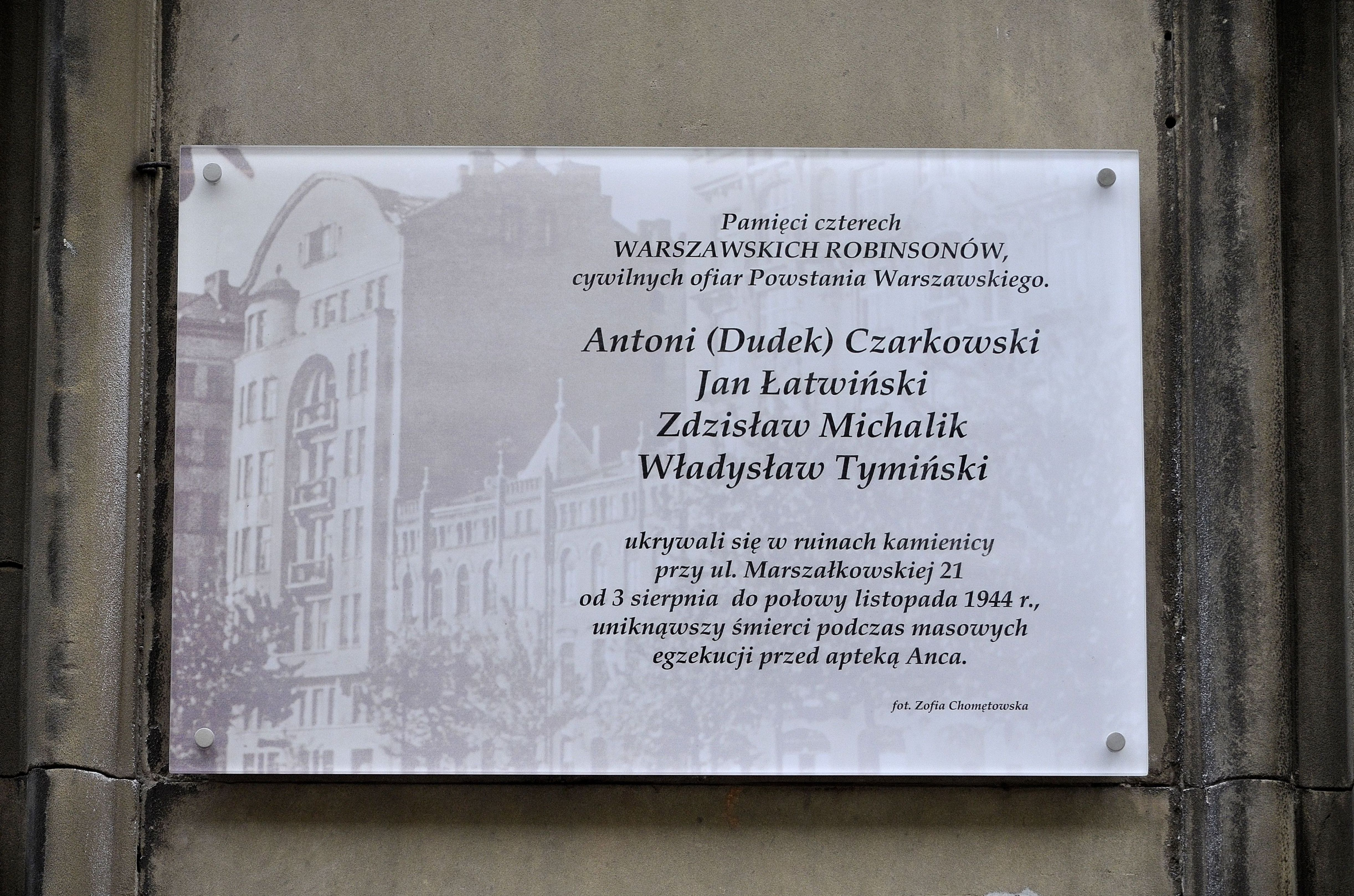
La plaque commémorant les quatre « Robinsons », dévoilée en 2015 dans la rue Marszałkowska 21/25.

Dans le roman, presque toute l’humanité est anéantie à cause des « rayons bleus de la mort », émis par Hans Retlich, qui jugeait le programme politique d’Adolf Hitler insuffisamment radical. Un des protagonistes nommé Henryk Szwalba, vendeur dans la librairie, survit miraculeusement à l’attaque de Retlich. Dans le titre du 4e chapitre, l’auteur lui donne le surnom de « Robinson Crusoé de Varsovie ». Au cours de l’intrigue, il fait plusieurs fois références au roman « Robinson Crusoé » de Daniel Defoe et notamment, dans la Varsovie déserte où Szwalba rencontre son « Vendredi », un homme appelé Chomiak, alcoolique parlant en dialecte de Varsovie (appelé en polonais « wiech »).

## Évacuation de Varsovie
Conformément à « l’accord sur la cessation des hostilités », signé le 2 octobre 1944, tous les civils doivent quitter Varsovie avec les unités de la résistance polonaise d’Armia Krajowa. La majorité des survivants de la ville partent lors de cette évacuation. Après un court séjour dans le camp de transit à Pruszków, la plupart d’entre eux seront envoyés aux travaux forcés en Allemagne ou déportés vers les districts de l’ouest du Gouvernement général. L’évacuation des blessés et des malades se termine le 24 octobre 1944. Le même jour, les conseils général et régional de la Croix-Rouge polonaise sont évacués à Radom. Le 25 octobre, l’ordre interdisant aux civils de rester dans la ville entre en vigueur. À partir de ce jour, Varsovie est déclarée zone militaire allemande (Festung Warschau) alors que les unités allemandes de l’Aide technique d'urgence se livrent à la destruction de la capitale et au pillage des biens restants.
Cependant, certaines personnes se sont délibérément cachées dans la ville désertée et presque totalement détruite, sans aucune intention de la quitter. L'histoire les a surnommées « Les Robinson Crusoé de Varsovie », en faisant référence au roman de Słonimski et au roman « Robinson Crusoé » de Defoe. Aujourd’hui, il est difficile d'en estimer un nombre exact. Selon Jadwiga Marczak, il y en avait environ 400 alors que Stanisław Kopf les estime à  environ 1000. Identifiant aussi bien les hommes que les femmes, "les Robinsons" sont aussi des  personnes âgées. En revanche aucune information ne fait état de la présence d'enfants. 
Les « Robinsons » décidèrent de rester à Varsovie pour de nombreuses et différentes raisons. Parmi eux, certains  étaient entre autres des survivants des exécutions massives faites par les soldats de Heinz Reinefarth et de Oskar Dirlewanger, et se cachaient déjà dans les ruines. Ils vivaient dans l’isolement le plus complet et beaucoup d'entre eux ignoraient l'échec de l’insurrection. Parmi les personnes restées à Varsovie, il y avait de nombreux habitants d’origine juive et des insurgés qui ne croyaient pas aux promesses allemandes concernant l'application et le respect de la Convention de La Haye  sur le traitement des prisonniers. Aussi les personnes âgées et malades sont restées dans la ville, tout comme les gens voulant continuer la lutte contre les Allemands. Probablement, le goût de l’aventure a pu jouer un rôle pour certains jeunes,. 
Le plus souvent, les « Robinsons » se cachaient dans les sous-sols et dans les greniers de maisons abandonnées. Ils choisissaient les bâtiments les plus détruits pour éviter la menace de l’incendie ou le bombardement par les unités allemandes. Ils transformaient les sous-sols en casemates bien cachées et bien ventilées, avec plusieurs entrées. Parfois, ils brisaient les murs dans les sous-sols pour créer le plus possible de voies de communication souterraines. Dans les ruines, il y avait aussi bien des groupes d'une dizaine de personnes que des personnes préférant vivre seules. Le plus nombreux des groupes, comptant 37 personnes, se cachait dans les ruines de la maison de la rue Sienna. Bien que les « Robinsons » aient été présents dans tous les quartiers de Varsovie, ils étaient les plus nombreux à Śródmieście, Żoliborz et Ochota.

## Conditions de vie

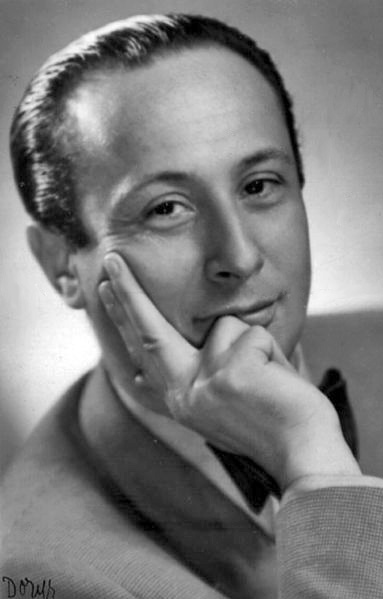
Władysław Szpilman

Les conditions de vie des « Robinsons » étaient déplorables. Le plus grand problème consistait à trouver de l’eau et de la nourriture. Les fugitifs devaient être attentifs à ne pas dévoiler, ni par le bruit ni par les odeurs, leur présence aux Allemands. Ils ne pouvaient quitter leurs cachettes qu’en cas de nécessité. Certains fugitifs avaient des blessures plus ou moins graves, certains avaient des problèmes psychologiques à cause de l’isolement et de la solitude. Selon le témoignage de l’un des « Robinsons », « en hiver, nous chauffions la pièce avec le poêle de fer. Nous avions beaucoup de combustible mais nous ne pouvions chauffer la pièce que durant la nuit à cause des Allemands. Nous dormions pendant le jour, la nuit tombée, la vie commençait ».
Sauf cas singuliers, les « Robinsons » évitaient tout contact avec les Allemands. Cependant, ces derniers considéraient les fugitifs comme une menace et les traitaient « d’agents bolcheviques ». Le 18 octobre 1944, le général Smilo von Lüttwitz, commandant de la 9e armée allemande, a averti ses unités de la façon suivante : « Les Polonais rusés restent encore dans les ruines de Varsovie. Ils constituent toujours une menace pour les troupes de combattants allemands ». On a ordonné aux trois régiments de la police (n° 34, 17 et 23) de faire une grande rafle pour nettoyer définitivement la ville. Les « Robinsons » capturés étaient tués immédiatement, à l’exception de ceux capturés le 15 novembre 1944, transportés au camp de transit à Pruszków. 
Les destinées des « Robinsons » furent diverses. Certaines personnes ont réussi à informer des gens demeurant à l’extérieur de la ville, sur leur situation et réussi à quitter Varsovie, soit grâce aux ouvriers polonais transportant les matériaux précieux, soit grâce aux employés de Rada Główna Opiekuńcza ou grâce à la Croix-Rouge polonaise. D'autres ont été trouvés et assassinés par les Allemands. Une grande partie des « Robinsons » s’est cachée jusqu’à la libération de Varsovie par l’Armée rouge et l’Armée populaire polonaise, en janvier 1945. 
Le plus célèbre « Robinson Crusoé de Varsovie » est Władysław Szpilman. Pendant quelques semaines, dans les ruines, se sont cachés aussi Marek Edelman et Wacław Gluth-Nowowiejski, publiciste et chroniqueur de l’insurrection de Varsovie.

## Commémoration
Le 2 octobre 2015, sur le mur du bâtiment de la rue Marszałkowska 21/25, a été dévoilée une plaque commémorant les quatre « Robinsons Crusoé de Varsovie » : Antoni (Dudek) Czarkowski, Jan Łatwiński, Zdzisław Michalik et Władysław Tymiński, qui se sont cachés dans les ruines du bâtiment à l’intersection des rues Marszałkowska et Oleandrów.

## Filmographie
- Czesław Miłosz et Jerzy Andrzejewski ont créé le scénario sur la base des témoignages de Szpilman. Ensuite, on l’a récrit conformément à la propagande communiste pour créer un film « La Ville indomptée » (pol. Miasto nieujarzmione).
- Le film Le Pianiste de Roman Polanski, palme d'or au festival de Cannes en 2002, retrace la vie à Varsovie durant la Seconde Guerre mondiale de Władysław Szpilman, un des « Robinsons » survivants.